# Сейлем Тауншип (округ Вестморленд, Пенсільванія)
Сейлем Тауншип (англ. Salem Township) — селище (англ. township) в США, в окрузі Вестморленд штату Пенсільванія. Населення — 6093 особи (2020).

## Демографія
Згідно з переписом 2010 року, у селищі мешкали 6623 особи в 2996 домогосподарствах у складі 1880 родин. Було 3275 помешкань
Расовий склад населення:
| - 97,0 % — білих - 1,2 % — чорних або афроамериканців - 0,4 % — азіатів - 0,2 % — корінних американців |

До двох чи більше рас належало 0,9 %. Частка іспаномовних становила 0,5 % від усіх жителів.
За віковим діапазоном населення розподілялося таким чином: 16,5 % — особи молодші 18 років, 59,8 % — особи у віці 18—64 років, 23,7 % — особи у віці 65 років та старші. Медіана віку мешканця становила 49,1 року. На 100 осіб жіночої статі у селищі припадало 96,8 чоловіків;  на 100 жінок у віці від 18 років та старших — 96,6 чоловіків також старших 18 років.
Середній дохід на одне домашнє господарство  становив 66 721 долар США (медіана — 45 737), а середній дохід на одну сім'ю — 83 411 долар (медіана — 63 250). Медіана доходів становила 50 365 доларів для чоловіків та 36 111 долар для жінок. За межею бідності перебувало 8,4 % осіб, у тому числі 11,6 % дітей у віці до 18 років та 6,6 % осіб у віці 65 років та старших.
Цивільне працевлаштоване населення становило 3350 осіб. Основні галузі зайнятості: освіта, охорона здоров'я та соціальна допомога — 17,4 %, виробництво — 16,2 %, будівництво — 15,2 %.